# Francesco Pepicelli
Francesco Pepicelli (Sant'Angelo a Cupolo, 19 maggio 1906 – Roma, 24 marzo 1944) è stato un militare e partigiano italiano, pluridecorato maresciallo dei carabinieri durante la seconda guerra mondiale, fu trucidato nell'eccidio delle Fosse Ardeatine e per questo in seguito decorato con la medaglia d'oro al valor militare alla memoria.

## Biografia
Nacque a Sant'Angelo a Cupolo il 19 maggio 1906, figlio di Giuseppe e Maria Testa, e si arruolò come volontario nella Legione dei Reali Carabinieri di Roma il 18 marzo 1926. Nel corso del 1933 frequentò il corso Allievo Sottufficiale presso la Scuola di Firenze, e nel 1935 fu promosso al grado di vicebrigadiere entrando in servizio presso la Legione Territoriale Carabinieri "Lazio", con sede a Roma.
Nel corso del 1935 partì volontario per la guerra d'Etiopia in seno alla 409ª Sezione Carabinieri da Montagna, distinguendosi durante la battaglia del Tembien e venendo decorato con due croci al merito di guerra. Promosso brigadiere, nel marzo 1938 rientrò in Patria, assegnato come comandante alla Stazione carabinieri di Bracciano.  Ricoprì poi la funzione di comandante in alcune stazioni dei carabinieri del Lazio, fino al 1940, quando ebbe un incarico, con il grado di maresciallo, allo Stato maggiore del Regio Esercito, addetto al servizio di segreteria.
Dopo l'8 settembre 1943 ebbe un ruolo attivo nella guerra di liberazione italiana, combattendo con la formazione militare clandestina dei carabinieri che operava in stretto collegamento con i gruppi partigiani.
Venne arrestato dalle SS il 18 marzo 1944 e condotto presso la prigione di via Tasso, dove subì torture: dopo l'attentato di via Rasella, il 24 marzo 1944 fu trucidato nell'eccidio delle Fosse Ardeatine.
La città di Benevento ne ha onorato la memoria intitolandogli una via e una caserma dei carabinieri. Anche la locale sezione dell'Associazione nazionale carabinieri porta il suo nome.
L’11° corso triennale della Scuola Marescialli e Brigadieri dei Carabinieri di Firenze è stato intitolato alla sua memoria. La cerimonia di giuramento e conferimento degli alamari agli allievi si è svolta il 18 giugno 2022 presso la Caserma "Felice Maritano".
Dal 2025, anche la caserma di Altavilla Irpina porta il suo nome.

### Annotazioni
1. ↑  Tra cui le stazioni di Subiaco, Formello, Olevano Romano e Pignataro Interamna.

### Fonti
1. 1 2 3 4 5 6 7  Il Sannio Quotidiano 2006, p. 23.
2. 1 2 3  Combattenti Liberazione.
3. ↑   Giuramento e conferimento degli Alamari agli allievi del corso triennale per Marescialli dell’Arma dei Carabinieri | Città di Firenze, su www.comune.firenze.it. URL consultato il 21 giugno 2025.
4. ↑   Sito web del Quirinale:dettaglio decorato, su quirinale.it. URL consultato il 23 ottobre 2013.
5. ↑  Registrato alla Corte dei Conti il 5 febbraio 1952, Esercito registro 6, foglio 116.

### Periodici
- Francesco Pepicelli, il martire sannita di Via Rasella, in Il Sannio Quotidiano, Benevento, Il Guerriero Società Cooperativa S.c.r.l., 26,  p. 23.
- La marcia della rimembranza e delle quattro giornate, in Il Nastro Azzurro, n. 1, Roma, Istituto del Nastro Azzurro, gennaio-febbraio 2013,  p. 22.